# گریفونیا سیمپلیسیفولیا
گریفونیا سیمپلیسیفولیا گیاهی است که در آفریقا می‌روید. دانه‌های این گیاه منبع طبیعی ۵-هیدروکسی تریپتوفان  پیشساز سروتونین است.